# 林忠照
林忠照（1911年—1992年），中国人民解放军将领、中国人民解放军开国少将。
曾任江西军区第二政委。1955年，授予中国人民解放军少将。